# 아로하버스
아로하 버스(영어: Aloha Bus Company, Ltd., 중국어: 阿羅哈客運)는 대만 가오슝에 본사를 둔 버스 기업이다.

## 연혁
- 1999년 미상: 회사 설립
- 2022년 2월 18일: 폐업[1]

## 운행 노선

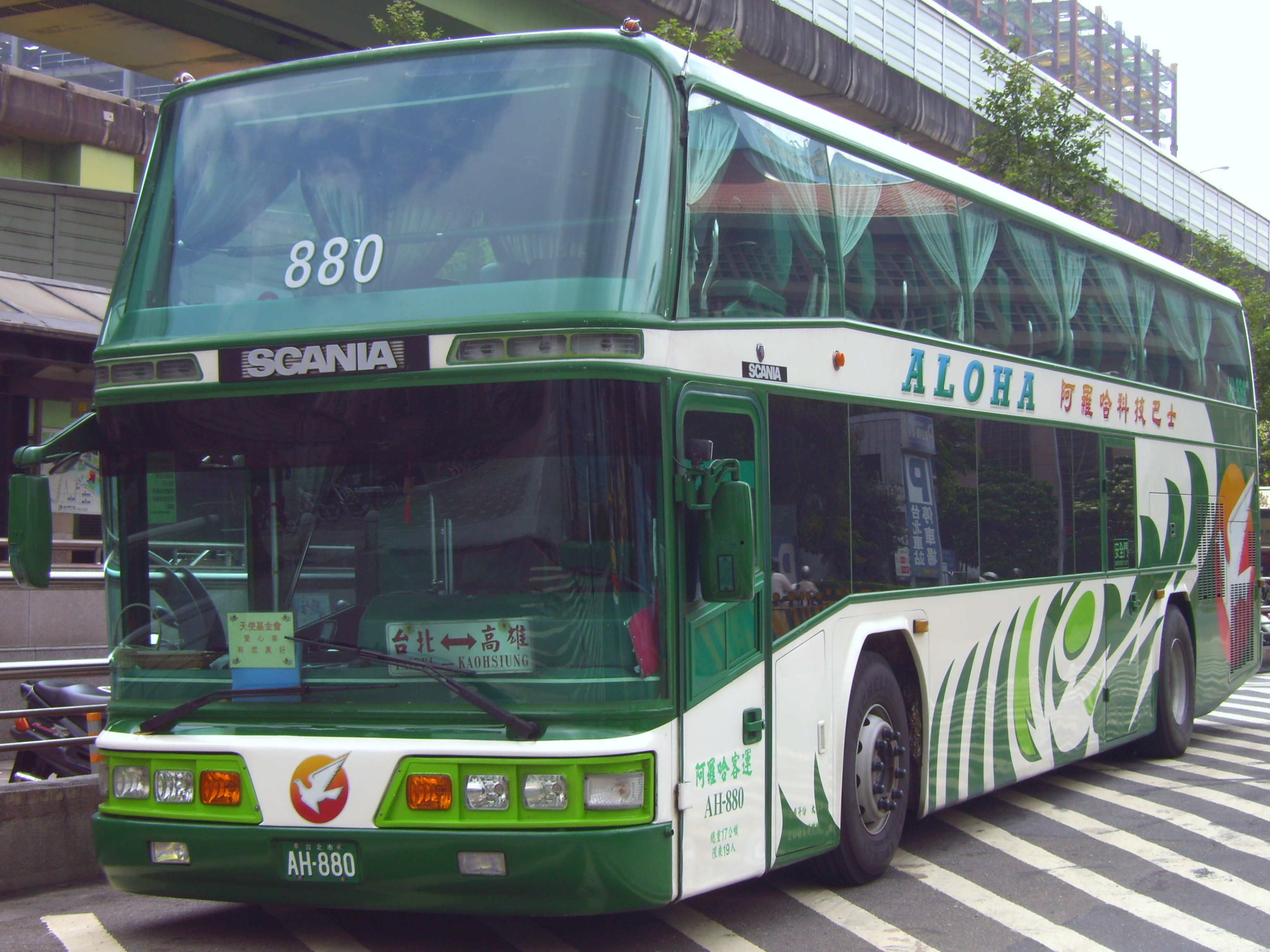

- 3888: 타이베이 전운역 - 자이시 고급 교통 센터
- 3999: 타이베이 전운역 - 가오슝역

## 갤러리

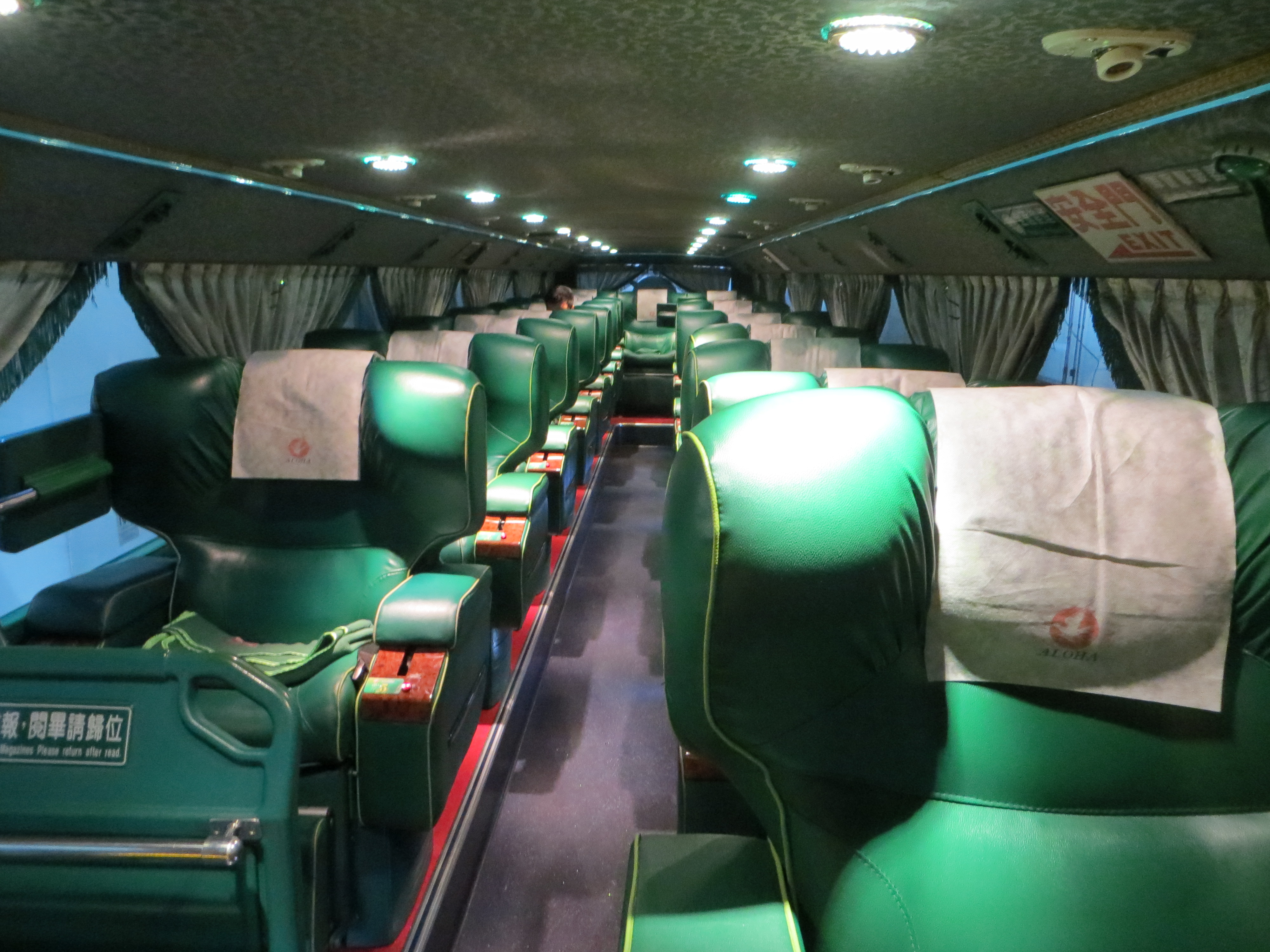
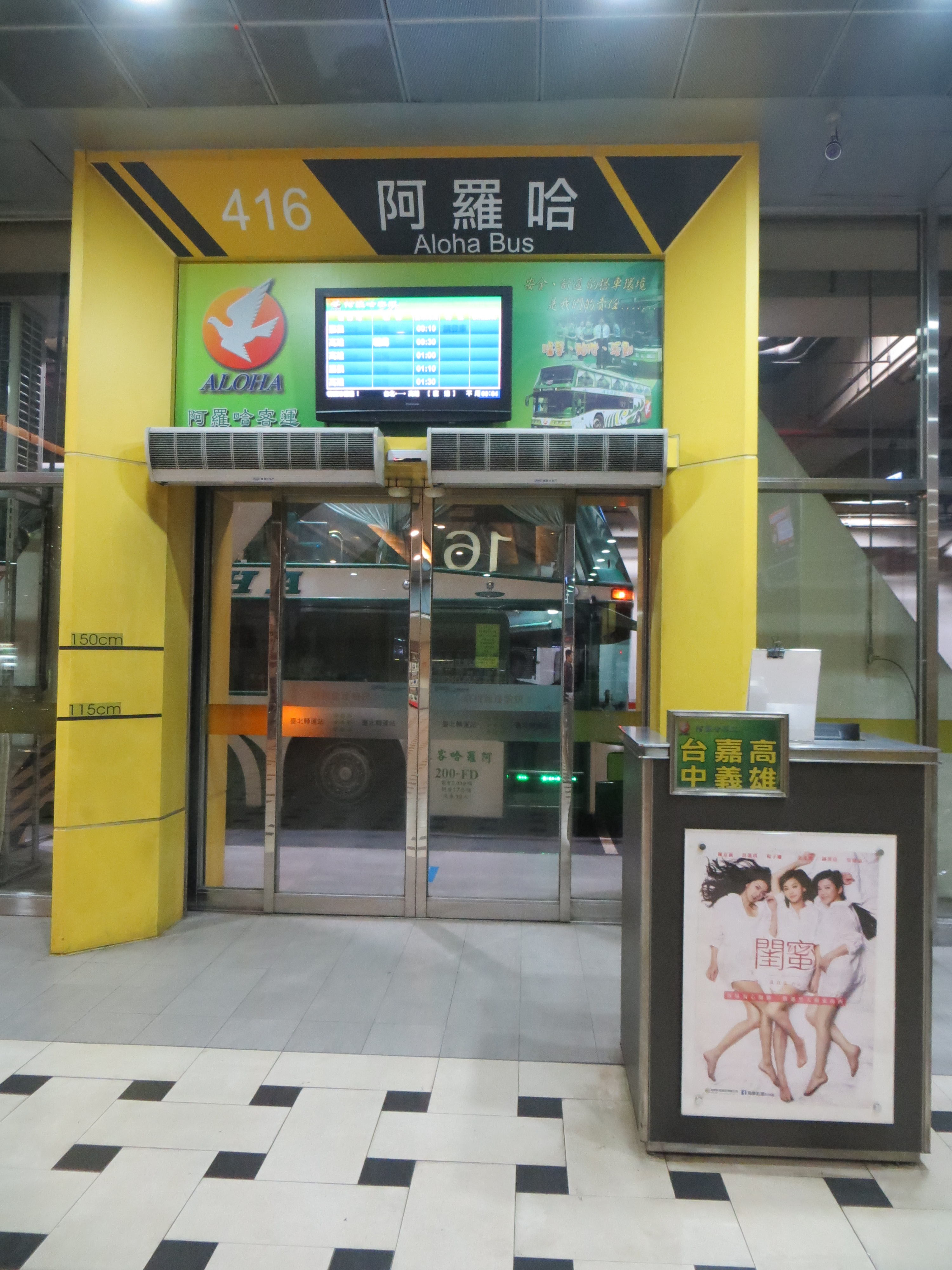
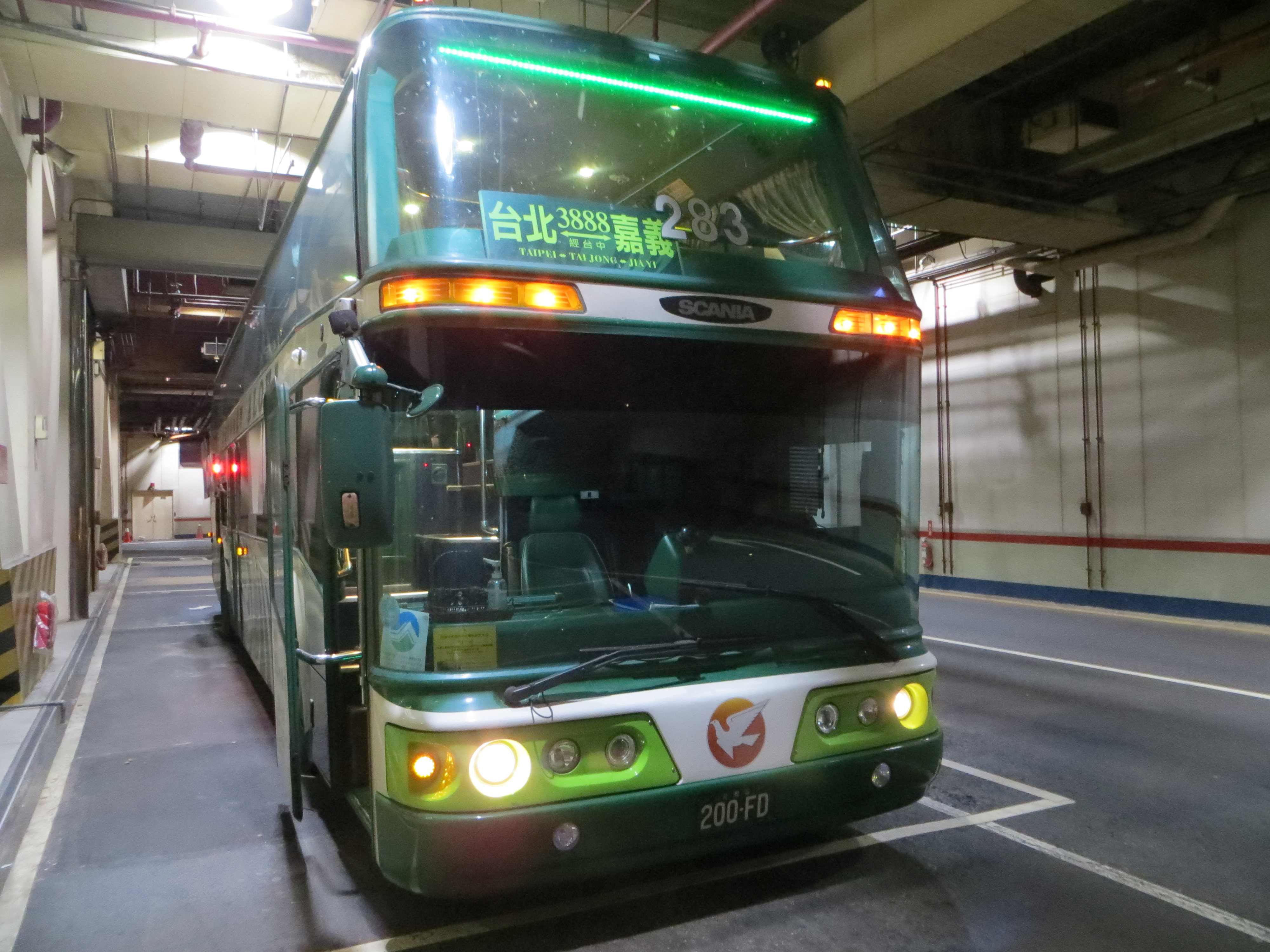